# Tylochromis leonensis
Tylochromis leonensis és una espècie de peix de la família dels cíclids i de l'ordre dels perciformes.

## Morfologia
Els mascles poden assolir els 21,9 cm de longitud total.

## Distribució geogràfica
Es troba a Àfrica: des de Guinea fins a Sierra Leone.